# Яворська-Воля
Яворська-Воля (пол. Jaworska Wola) — село в Польщі, у гміні Сенно Ліпського повіту Мазовецького воєводства.
Населення — 157 осіб (2011).
У 1975-1998 роках село належало до Радомського воєводства.

## Демографія
Демографічна структура станом на 31 березня 2011 року:
|          | Загалом | Допрацездатний вік | Працездатний вік | Постпрацездатний вік |
| -------- | ------- | ------------------ | ---------------- | -------------------- |
| Чоловіки | 83      | 21                 | 51               | 11                   |
| Жінки    | 74      | 7                  | 41               | 26                   |
| Разом    | 157     | 28                 | 92               | 37                   |